# ピーター・マクリロス
ピーター・マクリロス（Peter Makrillos 、1995年9月4日 - ）は、オーストラリア・シドニー出身のプロサッカー選手。ポジションは、ミッドフィールダー（セントラルミッドフィールダー）。ギリシャ系オーストラリア人。
Kリーグ時代の登録名はピーター（ハングル: 피터）。

## クラブ歴
ストーク・シティのユースアカデミーで6年間、バルセロナの育成組織ラ・マシアで3か月過ごした後、2016年2月24日、ロックデール・シティと契約を結んだ。
2018年1月11日、移籍金非公開の3年半契約でギリシャ・スーパーリーグのパニオニオスと契約を結んだ。
2023年、Kリーグ2に新規参入した忠北清州FCにプロクラブ化してから最初の外国人選手として加入。リーグ戦32試合に出場し7ゴール1アシストを記録した。
2024年1月1日、ソウルイーランドFCに移籍。同年6月21日、小塚和季との交換トレードの形で水原三星ブルーウィングスに移籍。同年12月31日、双方合意の下に水原三星との契約を解除。
2025年1月29日、2024-25シーズン終了までの契約でマッカーサーFCに加入。なお、Aリーグ・メンのクラブでプレーするのは自身初となる。